# Sinister 2
Sinister 2  (stilizat și ca Sinister II) este un film de groază american. Are premiera în România la 21 august 2015. Este continuarea  filmului Sinister din anul 2012. Filmul este interzis copiilor în vârstă de până la 15 ani. Rolurile principale au fost interpretate de actorii James Ransone și Shannyn Sossamon.

## Distribuție
- Shannyn Sossamon - Courtney Collins
- James Ransone - Deputy So & So
- Robert Daniel Sloan - Dylan Collins
- Dartanian Sloan - Zach Collins
- Jaden Klein - Ted
- Lucas Jade Zumann - Milo
- Laila Haley - Emma
- Olivia Rainey - Catherine
- Caden M. Fritz - Peter
- Lea Coco - Clint Collins
- Claudio Encarnacion Montero - Alex
- Nicholas King - Bughuul / "Mr. Boogie"
- Tate Ellington - Dr. Stomberg

## Primire
Sinister 2 a avut parte de recenzii negative din partea criticilor de film. Website-ul Rotten Tomatoes a dat filmului un rating de 6%, bazat pe 18 recenzii, cu un scor mediu de 3.4/10. Metacritic a dat filmului un scor de 33 din 100, bazat pe 10 recenzii în „general nefavorabile”.